# Az utolsó esély
Az utolsó esély (eredeti cím: Crimson Tide) 1995-ben bemutatott amerikai akcióthriller, melyet Tony Scott rendezett, Don Simpson és Jerry Bruckheimer produceri közreműködésével. Zenéjét Hans Zimmer szerezte, aki hagyományos zenekari hangszerek helyett szintetizátort használt. A főbb szerepekben Gene Hackman és Denzel Washington látható.
Az Amerikai Egyesült Államokban 1995. május 12-én mutatták be. Összességében pozitív kritikákat kapott és anyagi téren is sikeresnek bizonyult. Három Oscar-díjra jelölték, Zimmer a film zenéjéért Grammy-díjat vehetett át.

## Cselekmény
A történet a szovjet politikai zűrzavar idején játszódik, amikor az ultranacionalista oroszok azzal fenyegetőznek, hogy nukleáris rakétákat dobnak az Egyesült Államokra és Japánra. A film egy amerikai nukleáris rakétákat szállító tengeralattjáró parancsnoka (Hackman) és új vezető tisztje (Washington) közti konfliktusról szól, amely a rakétáik kilövési parancsának ellentmondó értelmezéseiből fakad. A történetet egy valós incidens, a kubai rakétaválság ihlette.

## Szereplők
| Szerep                                               | Színész           | Magyar hang       |
| ---------------------------------------------------- | ----------------- | ----------------- |
| Ron Hunter őrnagy                                    | Denzel Washington | Selmeczi Roland   |
| Frank Ramsey kapitány                                | Gene Hackman      | Rajhona Ádám      |
| Roy Zimmer hadnagy, kommunikációs tiszt              | Matt Craven       | Fazekas István    |
| `COB`                                                | George Dzundza    | Cs. Németh Lajos  |
| Peter `WEAPS` Ince hadnagy                           | Viggo Mortensen   | Haás Vander Péter |
| Bobby Dougherty hadnagy                              | James Gandolfini  | Vitay András      |
| Darik Westergard hadnagy                             | Rocky Carroll     | Kálid Artúr       |
| William Barnes                                       | Steve Zahn        | Janovics Sándor   |
| Grattam matróz                                       | Ryan Phillippe    |                   |
| Anderson ellentengernagy, a vizsgálóbizottság elnöke | Jason Robards     | Szabó Ottó        |

## Fordítás
- Ez a szócikk részben vagy egészben  a   Crimson Tide (film) című angol Wikipédia-szócikk fordításán alapul.  Az eredeti cikk szerkesztőit annak laptörténete sorolja fel. Ez a jelzés csupán a megfogalmazás eredetét és a szerzői jogokat jelzi, nem szolgál a cikkben szereplő információk forrásmegjelöléseként.